# Лежановский сельский совет
Лежановский сельский совет (укр. Лежанівська сільська рада) — входит в состав
Гусятинского района
Тернопольской области
Украины.
Административный центр сельского совета находится в 
с. Лежановка.

## Населённые пункты совета
- с. Лежановка
- с. Белиновка